# Jean-Pierre de Miniac
L'abbé Jean-Pierre de Miniac est un prêtre et missionnaire sulpicien français né en 1691 à Rennes et mort le 8 mai 1771 à Nantes.

## Biographie
Jean-Pierre de Miniac est le fils de  Jean de Miniac (1646-1709), greffier au parlement de Bretagne. Il entre chez les sulpiciens en 1717, obtient sa licence in utroque jure et rejoint le Canada en 1722, où lui est confié la paroisse Saint-Laurent dans l'île de Montréal, puis celle de Sainte-Trinité-de-Contrecœur en 1724. Sans doute détenteur d'une fortune propre, il acquiert des terres dans sa paroisse.
Mgr Dosquet, évêque de Québec, le choisit comme grand vicaire de la région de Québec en 1731, pour remplacer Bertrand de Latour, à la surprise du chapitre, qui s'attendait à la nomination de Eustache Chartier de Lotbinière (en). 
En plus de cette importante charge, Miniac devient également confesseur des Ursulines (1733-1736), chanoine, est admis au chapitre de la cathédrale de Québec (1734) et devient official (1735). 
Il assure de facto la direction de l'Église du Canada durant les longues absences de l'évêque, entre 1732 et 1734, puis entre 1735 et 1739.
Il devient archidiacre du chapitre de Québec le 5 février 1739, en remplacement de Chartier de Lotbinière passé doyen.
Au décès précoce de Mgr François-Louis de Pourroy de Lauberivière, le 20 mars 1740, Miniac est nommé vicaire capitulaire du diocèse de Québec pour la durée de la vacance du siège par le chapitre.
En conflit avec son chapitre quant à la question d'une nomination d'un curé, il rentre en France quelques mois plus tard, perdant alors ses charges.
Revenu au Canada en 1742, il est nommé grand vicaire pour l'Acadie par Mgr de Pontbriand afin que Miniac y apaise les conflits divisant cette mission éloignée. Il rejoint Rivière-aux-Canards après un difficile et long trajet. Il y fait preuve d'une grande implication et générosité dans sa mission. Il s'inquiète des conséquences des expéditions militaires de la guerre de Succession d'Autriche, lui valant la critique de l'intendant Hocquart et le ministre de la Marine Maurepas, mais le soutien de Mgr de Pontbriand.
Il conserve ses fonctions jusqu'en 1749, année de son retour en France, malade et presque aveugle, pour se retirer au sein de la communauté de Saint-Clément, à Nantes, où il restera les vingt dernières années de sa vie, tout en conservant sa charge archidiacre du chapitre de Québec.

## Hommages
Il donne son nom à plusieurs toponymies au Canada :
- Rivière Miniac (Québec)
- Canton de Miniac (Comté d'Abitibi)
- Rue de Miniac, à Amos, Montréal, Île d'Orléans
- Place de Miniac, à Île d'Orléans

## Sources
- Notice dans un dictionnaire ou une encyclopédie généraliste :   - Dictionnaire biographique du Canada
- « Miniac (Mignac, Mignaque, Minire, Deminiac), Jean-Pierre de », dans Dictionnaire biographique du Canada